# 楊可涵
楊家瑜（1987年9月17日—2015年7月18日），臺灣女演員，藝名楊可凡或楊可涵，暱稱小白兔，是一位出身臺灣臺北的演員。畢業於臺北市私立華岡藝術學校。她曾是黑澀會美眉的成員之一。

## 生平

### 出道
楊可涵自小即患有哮喘、心臟病和胃病，也屢受憂鬱症困擾，並因此長期服用藥物；儘管如此，她為求演出逼真曾為演繹《珍珠人生》酒店女郎一角而抽菸。
在畢業自華岡藝校後，楊可涵於2005年開始參與演出於電視節目《我愛黑澀會》；她在該節目以亮麗外形及出眾歌藝持續獲得高度人氣。
2006年，她開始專注於戲劇演出，並參與演出於多部電視劇及音樂錄影帶。
2009年，她演出於多部中華民國國軍莒光園地單元劇；如飾演等待男友悔悟的痴情妹及陸軍、空軍之班長與輔導長。
2013年，她以演出於《含笑食堂》入圍第48屆金鐘獎「戲劇節目女配角獎」；同年，她的經紀合約交由個人經紀文子（黃艾瑞）代理。

### 逝世
2014年，她欲以藥物自殺後獲救，並經療養康復；10月，她的藝名由楊可凡改為楊可涵。
2015年，三立電視台以《珍珠人生》為她報名第50屆金鐘獎「戲劇節目女主角獎」；但是，她最終以《新世界》入圍。
2015年7月6日晚間，她在租屋處服用藥物後以童軍繩上吊輕生，並隨後被同居的男友張庭瑚發現送醫搶救；18日中午，她在臺北國泰醫院被宣告不治，得年27歲。隨後，她的經紀公司以新聞稿公布相關消息。她的器官依遺願進行捐贈手續，宣傳照則交予義賣並將所得捐贈流浪動物協會。
她在自殺前曾在臉書個人頁面發表歌曲《解脫》和《無條件為你》等演唱作品；該曲因而成為她的遺作。
她生前飼養的寵物貓狗則分別由張庭瑚等人接續領養。

### 後事
2015年8月4日，眾人為她在臺北市立第一殯儀館景行廳舉辦告別追思會；陳志強、紀寶如、六月（蔡君茹）、豆花妹、潘柏希、張庭瑚、李易等人前往送行，《珍珠人生》劇組也以珍珠板打造金鐘獎座放置在現場。
2015年8月26日，楊可涵以《新世界》入圍第50屆金鐘獎「戲劇節目女主角獎」。
2015年10月，楊可涵在《珍珠人生》穿著戲服據稱被回收交由《星座愛情水瓶女》演員夏于喬、樓庭岑穿著。

## 作品

### 主持
- Channel V
- 《我愛黑澀會》
- 中華電信MOD《奧運100大挑戰》助理主持 [12]
- 愛爾達電視《運動競技場》首位Q Girl

### 戲劇
| 首播日期       | 播出頻道   | 劇名                                   | 飾演                     | 性質                    |
| 2006年5月1日   | 三立都會台 | 《住左邊住右邊》第4季 全民拼幸福       | 幸福會館櫃檯小妹－小白兔 | 客串                    |
| 2007年3月23日  | 大愛電視   | 大愛劇場關山系列第六單元《蕭醫師週記》 | 護士 徐思嘉              | 客串                    |
| 2008年9月17日  | 大愛電視   | 大愛劇場《矽谷阿嬤》                   | 王純純                   | 女配角                  |
| 2008年11月7日  | 民視、八大 | 《霹靂MIT》                            | 腐女（在張玄棻）         | 客串（該劇第11集）      |
| 2009年8月25日  | 大愛電視   | 大愛劇場《幸福的起點》                 | 林雅珠                   | 女配角                  |
| 2009年10月16日 | 華視       | 莒光園地《戒‧逃》                      | 小綺                     | 女主角                  |
| 2009年12月18日 | 華視       | 莒光園地《光流》                       | 楊可凡                   | 女主角                  |
| 2010年3月4日   | 大愛電視   | 大愛劇場《愛在我心深處》               | 吳佳靜                   | 女配角（該劇第35-40集） |
| 2010年4月15日  | 華視       | 莒光園地《迷宮》                       | 雯萱                     | 女主角                  |
| 2010年5月15日  | 公共電視   | 《記得我們愛過》                       | 美花                     | 女配角                  |
| 2010年5月23日  | 民視、八大 | 《泡沫之夏》                           | 培訓新人                 | 客串                    |
| 2010年10月21日 | 華視       | 莒光園地《悔》                         |                          |                         |
| 2010年10月30日 | 大愛電視   | 大愛劇場《一閃一閃亮晶晶》             | 小雪                     | 女配角（該劇第27-29集） |
| 2011年2月13日  | 公共電視   | 人生劇展 《落跑3人行》                 | 余思敏                   | 女配角                  |
| 2011年4月14日  | 大愛電視   | 大愛劇場《戀戀情深》                   | 寶珠                     | 女配角                  |
| 2011年6月27日  | 大愛電視   | 大愛劇場《美味人生》                   | （中）王靜慧             | 女主角（少女時期）      |
| 2011年8月21日  | 三立、台視 | 《小資女孩向前衝》                     | 琦芬                     | 客串                    |
| 2011年12月5日  | 大愛電視   | 大愛劇場《微笑面對》                   | 侯美英                   | 女主角（少女時期）      |
| 2012年5月      | 大愛電視   | 大愛劇場《愛的微光》                   | 小君                     | 女配角                  |
| 2012年7月      | 大愛電視   | 長情劇展《慈悲的滋味》                 | 紀曉良                   | 女配角                  |
| 2012年8月      | 大愛電視   | 大愛劇場《幸福好簡單》                 | 莊紫媚                   | 女配角                  |
| 2011年10月     | 大愛電視   | 大愛劇場《老人老車老朋友》             | 潘蓮卿                   | 女主角（少女時期）      |
| 2012年10月     | 公共電視   | 《歌謠風華-初聲》                      | 茉莉子                   | 客串                    |
| 2013年1月      | 大愛電視   | 大愛劇場《家好月圓》                   | 柏如                     | 客串                    |
| 2013年1月      | 大愛電視   | 長情劇展《碧海映藍天》                 | 呂麗娟                   | 女配角                  |
| 2012年12月     | 大愛電視   | 長情劇展《白袍的約定》                 | 劉美麗                   | 女主角                  |
| 2013年3月      | 三立台灣台 | 台灣好戲《含笑食堂》                   | 林心慧                   | 女配角                  |
| 2013年8月      | 大愛電視   | 大愛劇場《心開運轉》                   | 李春美                   | 女配角                  |
| 2013年5月      | 公共電視   | 人生劇展《我愛陳金鋒》                 | 米可凡（小米）           | 女主角                  |
| 2013年10月     | 三立都會台 | 華流戲劇《有愛一家人》                 | 許有夢                   | 女配角                  |
| 2014年2月      | 大愛電視   | 大愛劇場《紅塵驛站》                   | 梁翡梓                   | 女配角                  |
| 2014年4月      | 大愛電視   | 大愛劇場《海海人生路》                 | 楊家萱                   | 第一女主角              |
| 2015年1月      | 台視、八大 | 《新世界》                             | 楊妙薇(喵喵)             | 第一女主角              |
| 2015年1月      | 三立台灣台 | 《珍珠人生》                           | 紀珍珠                   | 第一女主角              |
| 2015年3月      | 公共電視   | 《我的15分鐘》                         | 貝貝                     | 第一女主角              |

### MV演出
- 2007年
  - 劉虹翎
    - 《夢時代》（收錄於《夢時代》）
- 2014年
  - 林樂偉
    - 《你好嗎》（收錄於《台北備忘錄》）

### 廣告代言
- 冰火香檳-畢業篇
- 中華電信-來電答鈴篇
- 劍湖山世界-瘋馬戲篇
- 肯德基雞米花-聯誼篇
- 必勝客比薩—偷吃篇
- Yahoo奇摩知識+網路CF
- 農委會TAP產銷履歷-交友篇
- 天地合補 青木瓜四物飲
- 伊利 牛奶片-不說話的女孩[17]
- 御茶園 双茶花 綠茶 （雙日本腔茶道師 ）飾演白色和服茶道師（2013年8月底播出）

### 雜誌拍攝
- na na雜誌拍攝
- TVBS過年開運彩妝單元
- CO CO雜誌拍攝
- 聯合報過年彩妝單元
- mini girl雜誌拍攝
- TVBS時尚玩家拍攝
- 基礎美人5月號封面MODEL
- 自由時報副刊彩妝單元

### 活動
- 電玩展 Show Girl
- 哈雷演唱會活動出席
- 設計Naturally Jojo奧運限量明星T桖

### 節目錄影
- 中視《我猜我猜我猜猜猜》人不可貌相 - 超無厘頭!!搞怪美少女（2006年5月13日）
- 中天娛樂《小氣大財神》特別來賓（2007年2月7日）
- Channel V《我愛黑澀會》人氣美眉回娘家(上)、(下)（2008年2月11日）
- 三立都會《國光幫幫忙》男人看的爽 女人做的苦?!（2008年7月3日）
- 三立都會《國光幫幫忙》誰說我們只長個兒不長腦?!（2012年2月9日）
- 三立都會《國光幫幫忙》正妹房間原來長這樣（2013年8月13日）
- 三立都會《國光幫幫忙》校園秘辛檔案! 當女惡霸遇上男俗辣!（2013年8月27日）
- 三立都會《型男大主廚》五星級料理 楊可凡母女檔及亦帆母女檔來猜題（2013年8月6日）
- 三立都會《型男大主廚》5組鍋具我都要料理大賽 楊可凡及李易 霍正奇及高慧君 (2013年9月13日)

## 獎項
| 年份   | 金鐘獎       | 獎項             | 作品         | 角色   | 結果 |
| ------ | ------------ | ---------------- | ------------ | ------ | ---- |
| 2013年 | 第48屆金鐘獎 | 戲劇節目女配角獎 | 《含笑食堂》 | 林心慧 | 入圍 |
| 2015年 | 第50屆金鐘獎 | 戲劇節目女主角獎 | 《新世界》   | 楊妙薇 | 提名 |

## 外部連結
社交網站官方帳號
- 楊可涵的Facebook專頁
- 楊可涵的新浪微博

相關新聞
- 天然萌妹楊可凡秀小露雪白美胸　呼籲愛心救貓當志工
- 獨家／美肌31D女俠網路爆紅　楊可凡又美又殺演技精！
- 楊可凡棒球結緣外型成亮點　表演經驗磨出超齡演技
- 黑澀會美眉「小白兔」楊可凡獻初吻　李易用力親！